# Hypognatha belem
Hypognatha belem Levi, 1996 è un ragno appartenente alla famiglia Araneidae.

## Etimologia
Il nome della specie deriva dalla località brasiliana di rinvenimento: Belém

## Caratteristiche
L'olotipo femminile rinvenuto ha dimensioni: cefalotorace lungo 1,56mm, largo 1,26mm; opistosoma lungo 0,5mm, largo 0,6mm.

## Distribuzione
La specie è stata reperita in Brasile: nei pressi di Belém nello stato di Pará.

## Tassonomia
Al 2014 non sono note sottospecie e dal 2002 non sono stati esaminati nuovi esemplari.